# Yves Rumpler
Pour l’article homonyme, voir Rumpler.
Yves Rumpler, dit Eulemur Rumpele [ølemyr rumpølø], né en 1938, est un chercheur et professeur français d'embryologie et de primatologie à l'Université Louis-Pasteur de Strasbourg.

## Fonctions
Yves Rumpler dirige l'Institut d'embryologie de la faculté de médecine de Strasbourg depuis 1980, où il a le titre de Professeur des universités - Praticien hospitalier (PU-PH).
Il a pendant de nombreuses années enseigné l'embryologie ainsi que les sciences humaines et sociales aux étudiants de première année de médecine, jusqu'à l'année universitaire 2006/2007, date à laquelle il a pris sa retraite.
Il a également occupé le poste de chef de service du Laboratoire de biologie de la reproduction et du Laboratoire de cytogénétique, cytologie et histologie quantitative au CHU de Strasbourg.
De 1966 à 1976, il a été maître de conférences agrégé d'histologie et embryologie détaché à l'École nationale de médecine de Madagascar à Tananarive.
Il est nommé docteur honoris causa à la Ruhr-Universität de Bochum en Allemagne.

## Spécialités
Lorsqu'Yves Rumpler est nommé assistant en 1959 puis chef de travaux en 1966 à l'Institut d'embryologie de Strasbourg ses recherches portent sur des thèmes strasbourgeois classiques (hormones thyroïdiennes, tératologie) mais à partir de 1967 l'orientation de ses travaux change se portant sur la systématique et l'évolution chromosomique des Primates lémuriens malgaches; il est dès lors mondialement reconnu pour ses travaux en primatologie. En 2001, l'unité de recherche "Espèce humaine et primates : Variabilité et évolution (EA 3428)" est constituée sous sa direction à l'Université Louis Pasteur de Strasbourg. Elle est dirigée aujourd'hui par le Pr. Bertrand Ludes et regroupe des chercheurs de l'Institut d'Embryologie, de l'Institut d'Anatomie Normale, de l'Institut de Médecine Légale et de la Faculté de Chirurgie Dentaire de Strasbourg.

## Découvertes
Yves Rumpler a participé à la description de nouvelles espèces de primates :

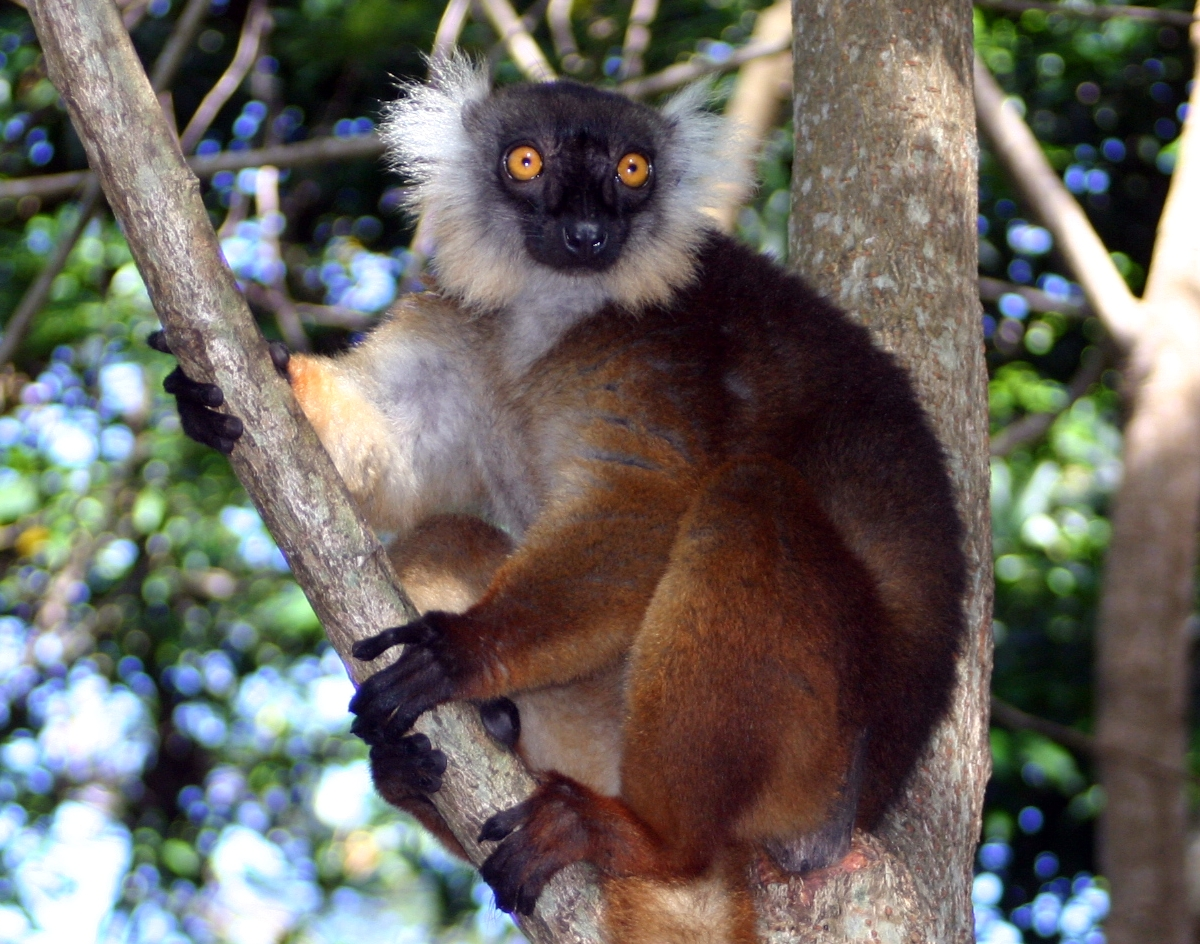
Une femelle de l'espèce Eulemur macaco, du genre Eulemur décrit par Yves Rumpler en 1988.

- Hapalemur aureus Meier, Albignac, Peyrieras, Wright et Rumpler, décrite en 1987
- Tarsius dentatus Niemitz, Nietsch, Warter et Rumpler, décrite en 1991 aux Sulawesi (Indonésie)
- Tarsius dianae Niemitz, Nietsch, Warter et Rumpler, décrite en 1991
- Lepilemur aeeclis Andriaholinirina, Fausser, Roos, Zinner, Thalmann, Rabarivola, Ravoarimanana, Ganzhom, Meier, Hilgartner, Walter, Zaromody, Langer, Hahn, Zimmermann, Radespiel, Craul, Tomiuk, Tattersall et Rumpler, lémurien lépilémuridé découvert à Madagascar et décrit en 2006
- Lepilemur randrianasoli Andriaholinirina, Fausser, Roos, Zinner, Thalmann, Rabarivola, Ravoarimanana, Ganzhom, Meier, Hilgartner, Walter, Zaromody, Langer, Hahn, Zimmermann, Radespiel, Craul, Tomiuk, Tattersall et Rumpler, lémurien lépilémuridé découvert à Madagascar et décrit en 2006
- Lepilemur sahamalazensis Andriaholinirina, Fausser, Roos, Zinner, Thalmann, Rabarivola, Ravoarimanana, Ganzhom, Meier, Hilgartner, Walter, Zaromody, Langer, Hahn, Zimmermann, Radespiel, Craul, Tomiuk, Tattersall et Rumpler, lémurien lépilémuridé découvert à Madagascar et décrit en 2006

Il est également à l'origine de la définition d'un nouveau genre de primate prosimien : Eulemur (Simons & Rumpler 1988). Ce nouveau genre réuni les espèces Eulemur fulvus, E. mongoz, E. macaco, E. rubriventer et E. coronatus qui étaient auparavant rattachées au genre Lemur.

### Source partielle
- Les Sciences morphologiques médicales à Strasbourg du XVe au XXe siècle, Jean-Marie Le Minor, Presses Universitaires de Strasbourg, 2002.

Rumpler est l’abréviation habituelle de Yves Rumpler en zoologie.

Consulter la liste des abréviations d'auteur en zoologie ou la liste des taxons zoologiques assignés à cet auteur par ZooBank